# ディオンコフィルム科
ディオンコフィルム科（ディオンコフィルムか、学名 : Dioncophyllaceae）は、 被子植物の科であり、西アフリカの熱帯雨林に自生する。
最も近縁の科は、 ツクバネカズラ科（Ancistrocladaceae）である。両科とも 1998年、ナデシコ目に移動された。このクレードにはモウセンゴケ科、ウツボカズラ科、ドロソフィルム科（これらは食虫植物である）が含まれている。
ディオンコフィルム科の植物は、つる植物であり、鉤あるいは巻きひげを使ってよじ登る。食虫植物のトリフィオフィルム・ペルタトゥム（Triphyophyllum peltatum）のほか、ハブロペタルム・ダウェイ（Habropetalum dawei）とディオンコフィルム・トロニイ（Dioncophyllum thollonii）が存在する。

## 分類の歴史
クロンキスト体系(1981年)では、スミレ目に属していたが、2003年に発表されたAPG IIでは、ナデシコ目に属している。

## 形態
ディオンコフィルム科には3属3種の植物が属している。いずれも、木本性つる植物で、約40mの高さの林冠まで達し、つるの長さはおよそ70mになる。つるは普通無毛である。
花は頂生または腋生する。集散花序となり、多いときは40個の花がつく。両性花で放射相称、白色の花弁を5枚つける。花弁は倒卵形で、長さ約2cmである。果実は直径10cmほどで、裂開し、1〜2個の種子がある。
葉は、互生、単葉で、長さ3 - 10cmの短い葉柄がある。2種類の葉があり、生える箇所によって形態は異なる。つるの基部に生える葉は、葉身が革質でふつう長さ約45cm、幅約3cmの帯状になる。その葉脈は羽状で全緑である。一方、長くよじ登るつるの箇所に生える葉は、長楕円形で先端に突起があり、2つの曲がった鉤がある。